# Cypraea pantherina
A Cypraea pantherina a csigák (Gastropoda) osztályának Hypsogastropoda alrendjébe, ezen belül a porceláncsigák (Cypraeidae) családjába tartozó faj.

## Rendszertani besorolása
Miután szétszedték a Cypraea csiganem népes csoportját, és korábbi fajait más nemekbe helyezték át, a szóban forgó nemben már csak két élő faj maradt: a Cypraea pantherina és a Cypraea tigris Linnaeus, 1758.

## Előfordulása
A Cypraea pantherina eredeti előfordulási területe a Vörös-tenger és az Ádeni-öböl között volt, ahol az Akabai-öböl és a Dahlak-szigetek környékén lelhető fel. Valószínűleg a Szuezi-csatornán keresztül a Földközi-tengerbne is letelepedett. Manapság az Olaszországhoz tartozó Lampedusa sziget környékén és Málta tengervizeiben állományokkal rendelkezik.
A Kr.e. 6. évból származó Rajna-völgyi sírokban Cypraea pantherina csigaházakat találtak a régészek.

## Alfajai és alakjai
- Cypraea pantherina pantherina Lightfoot, 1786[3]
  - Cypraea pantherina pantherina form albonitens Melvill, J.C., 1888[4]
  - Cypraea pantherina pantherina form catulus Schilder, F.A., 1924[5]
  - Cypraea pantherina pantherina form funebralis Sulliotti, G.R., 1924[6]
  - Cypraea pantherina pantherina form nigrovinosa  Vayssière, A.J.B.M., 1923[7]
- Cypraea pantherina rasnasraniensis Heiman & Mienis, 2001[8]

## Képek

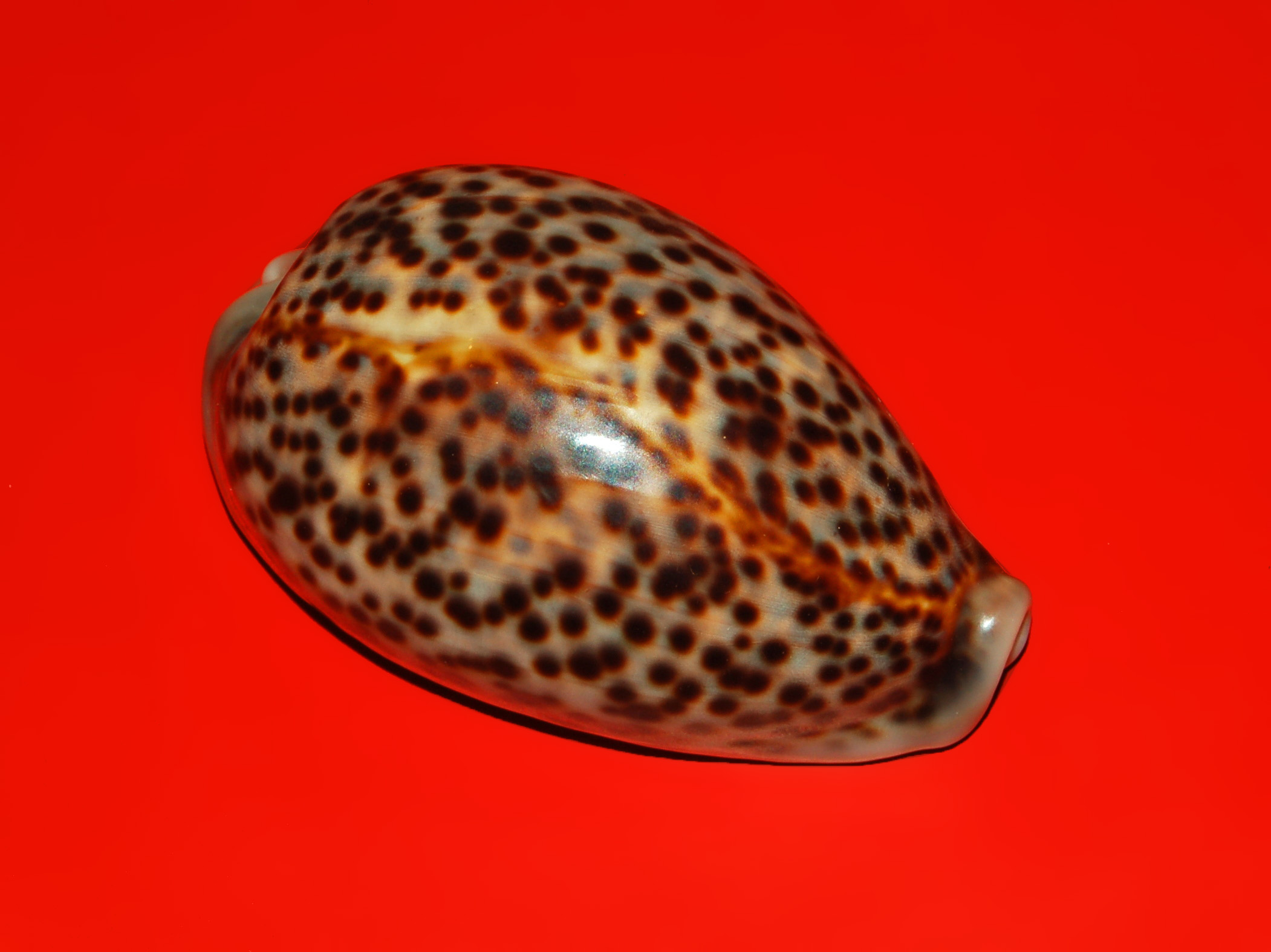
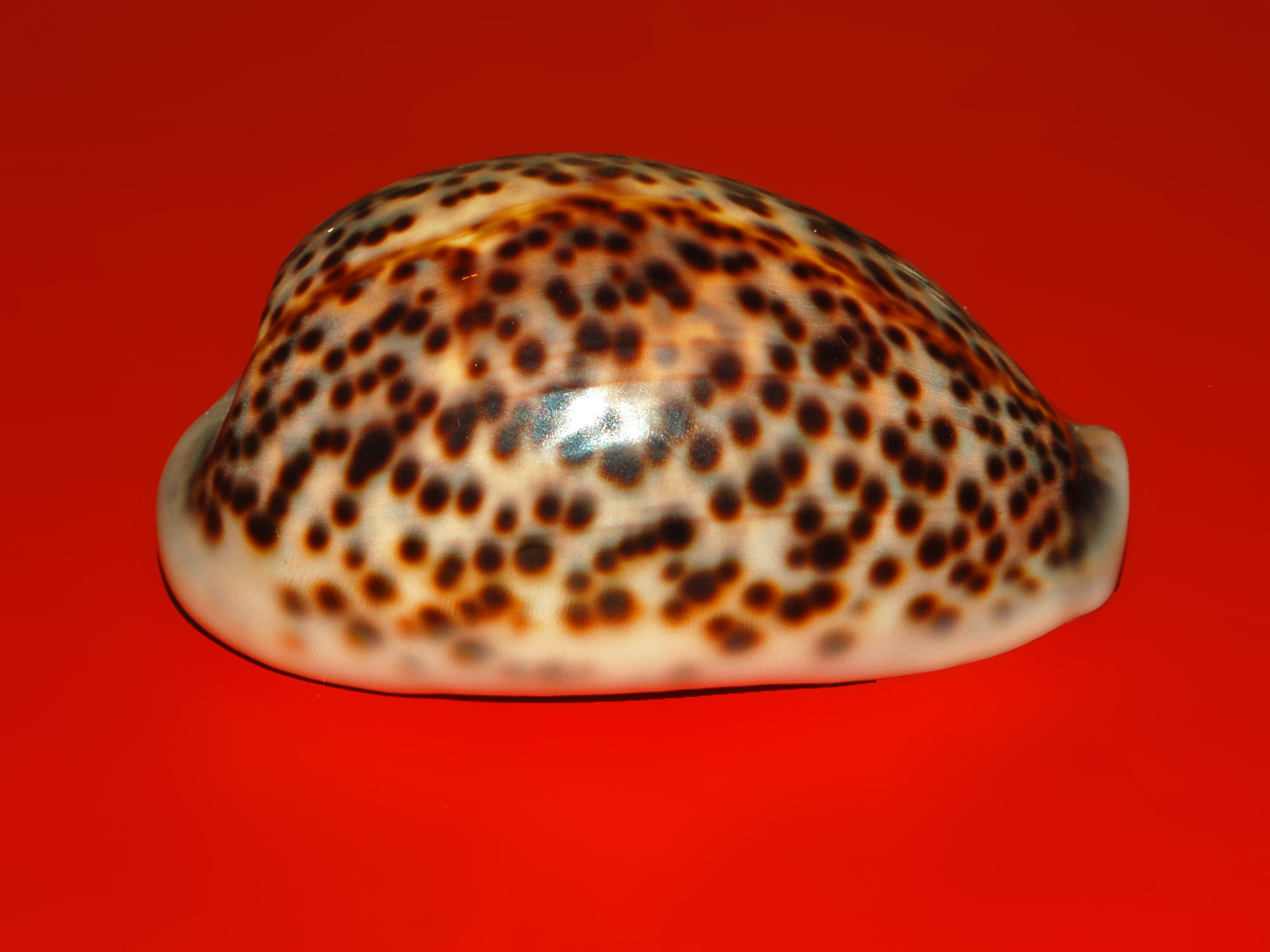
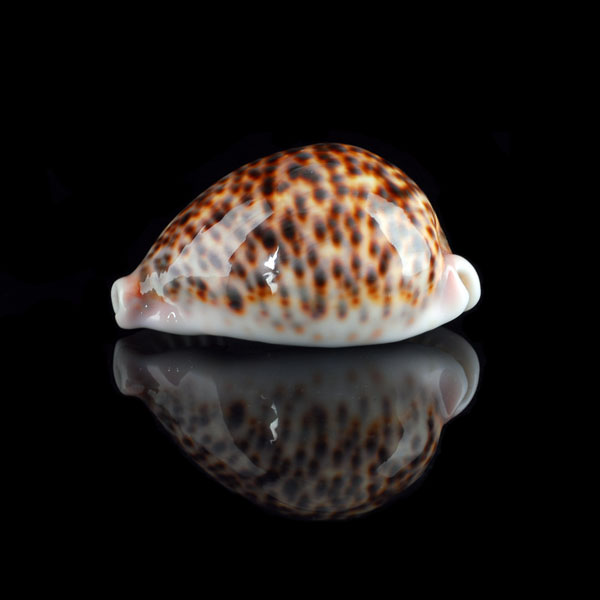
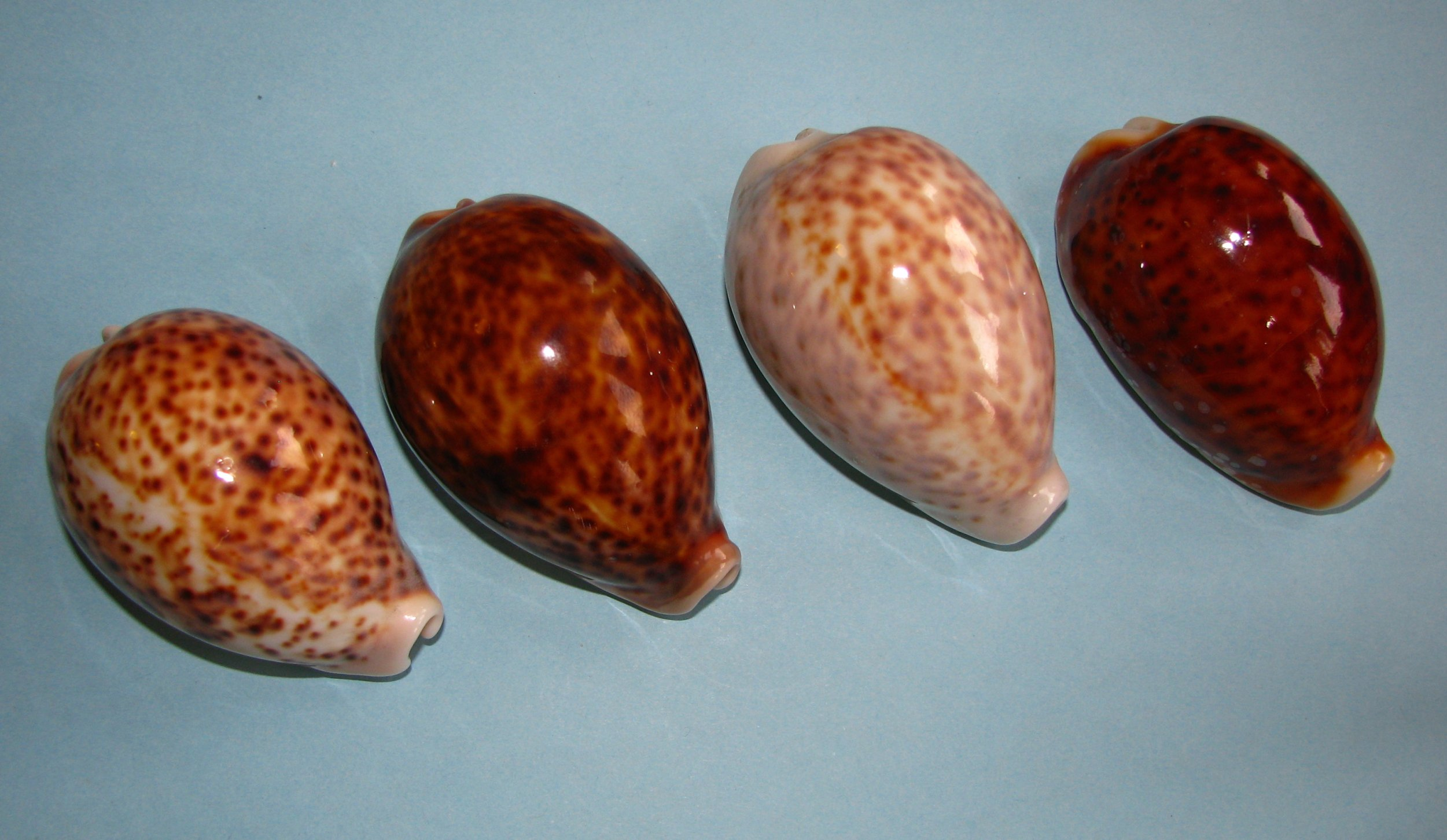
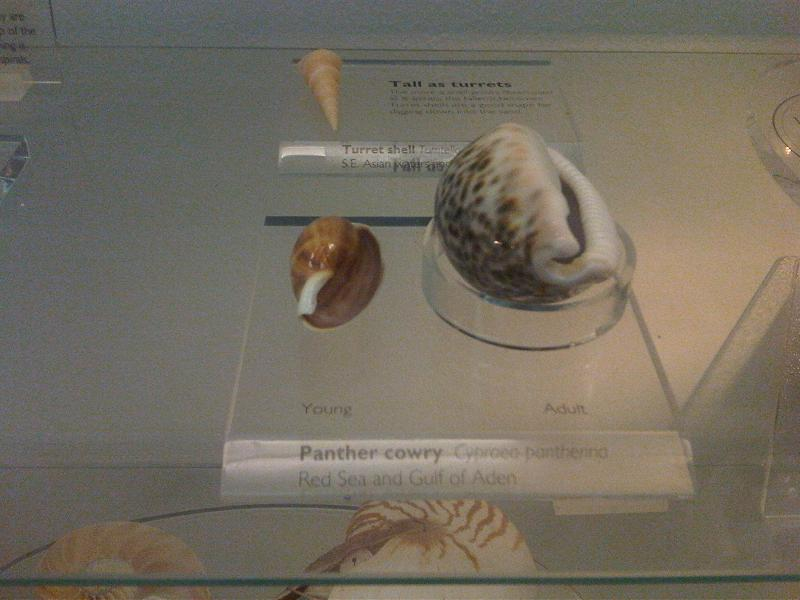
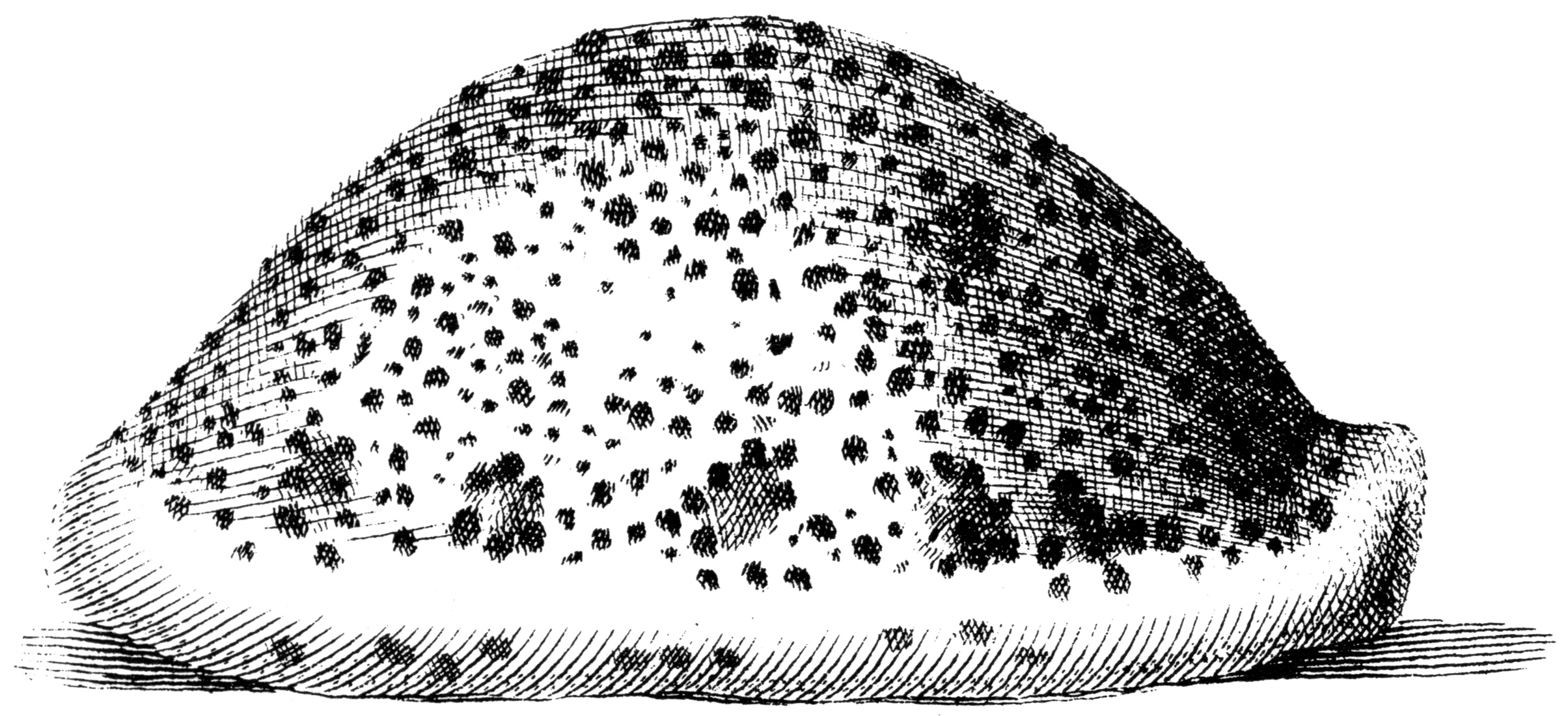

## Megjelenése
Ez a porceláncsiga igen hasonlít rokonára, a C. tigrisre, viszont annál világosabb és karcsúbb. A háza körülbelül 57-65 milliméteres; a legkisebb 37 milliméter, míg a legnagyobb 118 milliméter. A csigaház alakja hosszúkás-ovális, mely az állat fejénél elhajlik. Az alapszíne sárgás vagy világosbarna, számos sötétbarna, vörös és fekete ponttal, illetve folttal. Melanizmusos (a bőr, illetve a szőrzet sötétbarna, illetve fekete elszíneződése) és albínó (a színanyag képződésének veleszületett zavara, mely csökkent vagy hiányzó pigmentációban nyilvánul meg) példányok is vannak.

## Életmódja
A tiszta vizű, 3-40 méter mély partszakaszokat választja élőhelyül. A korallzátonyokon (Anthozoa) és a homokos tengerfenéken él, ahol a korallok polipjaival, moszatokkal, egyéb gerinctelenekkel és szerves törmelékkel táplálkozik.

### Fordítás
- Ez a szócikk részben vagy egészben  a   Cypraea pantherina című angol Wikipédia-szócikk ezen változatának fordításán alapul.  Az eredeti cikk szerkesztőit annak laptörténete sorolja fel. Ez a jelzés csupán a megfogalmazás eredetét és a szerzői jogokat jelzi, nem szolgál a cikkben szereplő információk forrásmegjelöléseként.